# 第30独立機械化旅団 (ウクライナ陸軍)
第30独立機械化旅団（だい30どくりつきかいかりょだん、ウクライナ語: 30-та окрема механізована бригада）は、ウクライナ陸軍の旅団。北部作戦管区隷下。

## 歴史

### 第二次世界大戦
1941年9月1日、第二次世界大戦の影響に伴い、赤軍第83騎兵師団としてウズベク・ソビエト社会主義共和国で創設された。
1941年12月から独ソ戦に投入され、枢軸国に勝利し、赤旗勲章、2等スヴォーロフ勲章、名誉称号「親衛隊」、「リウネ」を授与され、第13親衛騎兵師団に改称された。
1945年5月、ウクライナ・ソビエト社会主義共和国ジトーミル州に移駐した。
1945年8月、機械化に伴い、第11親衛機械化師団に改編された。

### 冷戦期
1956年10月、ハンガリー動乱に投入され、ハンガリー革命軍を鎮圧した。
1957年6月、装甲部隊化に伴い、第30親衛戦車師団に改編された。

### ウクライナ
1991年12月、ソビエト連邦の崩壊とウクライナの独立で創設されたウクライナ陸軍に編入し、第8軍団隷下に配属された。
2003年10月、部隊縮小に伴い、第30独立親衛戦車旅団に改編された。
2004年7月、歩兵部隊化に伴い、第30独立親衛機械化旅団に改編された。
2006年8月、国際連合平和維持活動に参加し、コソボに駐留した。

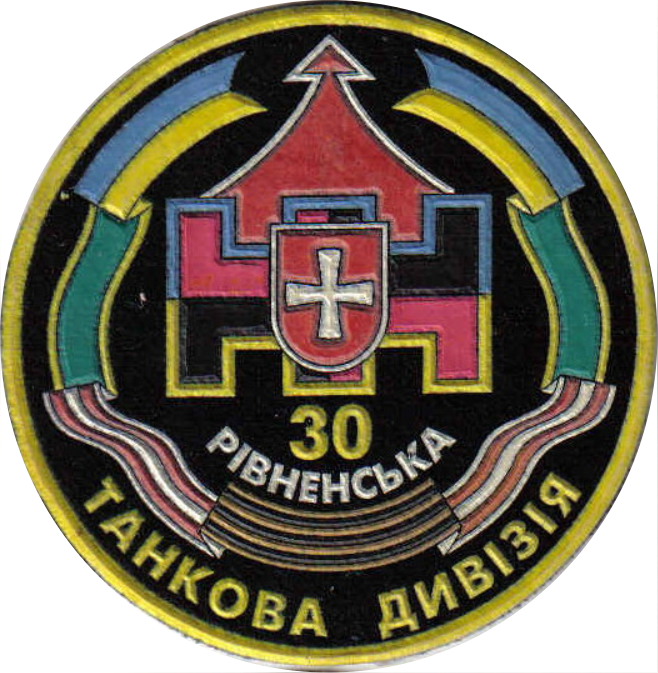
第30親衛戦車師団章
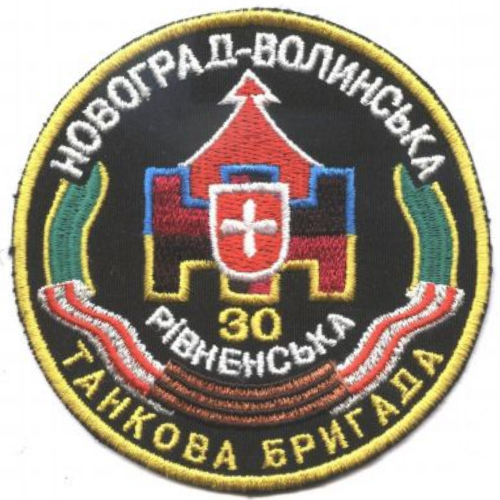
第30独立親衛戦車旅団章
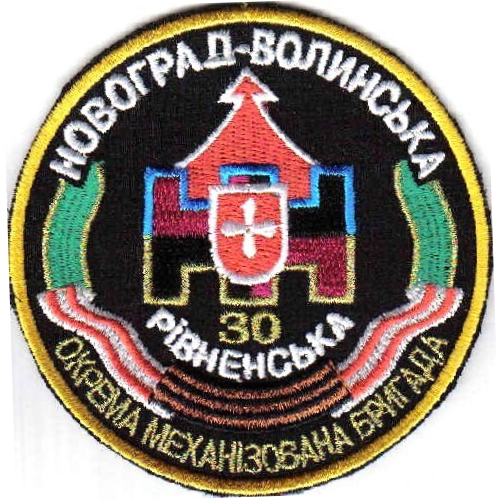
第30独立親衛機械化旅団章

### ドンバス戦争
2014年3月、ロシアのクリミア侵攻の影響に伴い、第1大隊、第3大隊がクリミア共和国と接する南部ヘルソン州、第2大隊がロシアと国境を接する東部ルハーンシク州に配備された。5月からドンバス戦争で東部ルハーンシク州、ドネツィク州に再配置された。長年の軍縮で弱体化していたウクライナ軍で実戦配備可能な部隊の1個だった。
2014年11月、ウクライナ領土防衛大隊の第2ホリニ領土防衛大隊（第2独立自動車化歩兵大隊に改称）、第9ヴィーンヌィツャ領土防衛大隊（第9独立自動車化歩兵大隊に改称）、第10ポリーシャ領土防衛大隊（第10独立自動車化歩兵大隊に改称）が配属された。
2014年12月、第9独立自動車化歩兵大隊、第10独立自動車化歩兵大隊が新編の第59独立自動車化歩兵旅団隷下に転属した。
2014年12月、1個機械化大隊が新編の第54独立機械化旅団隷下に転属した。
2016年8月、ソ連時代の栄誉返上に伴い、第30独立機械化旅団に改称された。
2018年8月22日、ペトロ・ポロシェンコ大統領より、名誉称号「コンスタンティ・オストログスキ」を授与された。

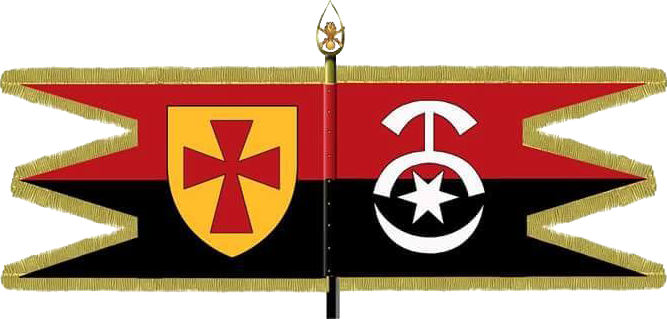
第30独立機械化旅団旗
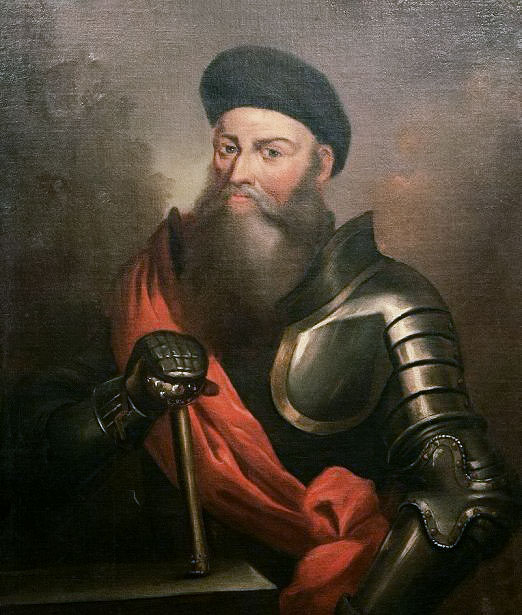
コンスタンティ・オストログスキ
コンスタンティ・オストログスキの紋章
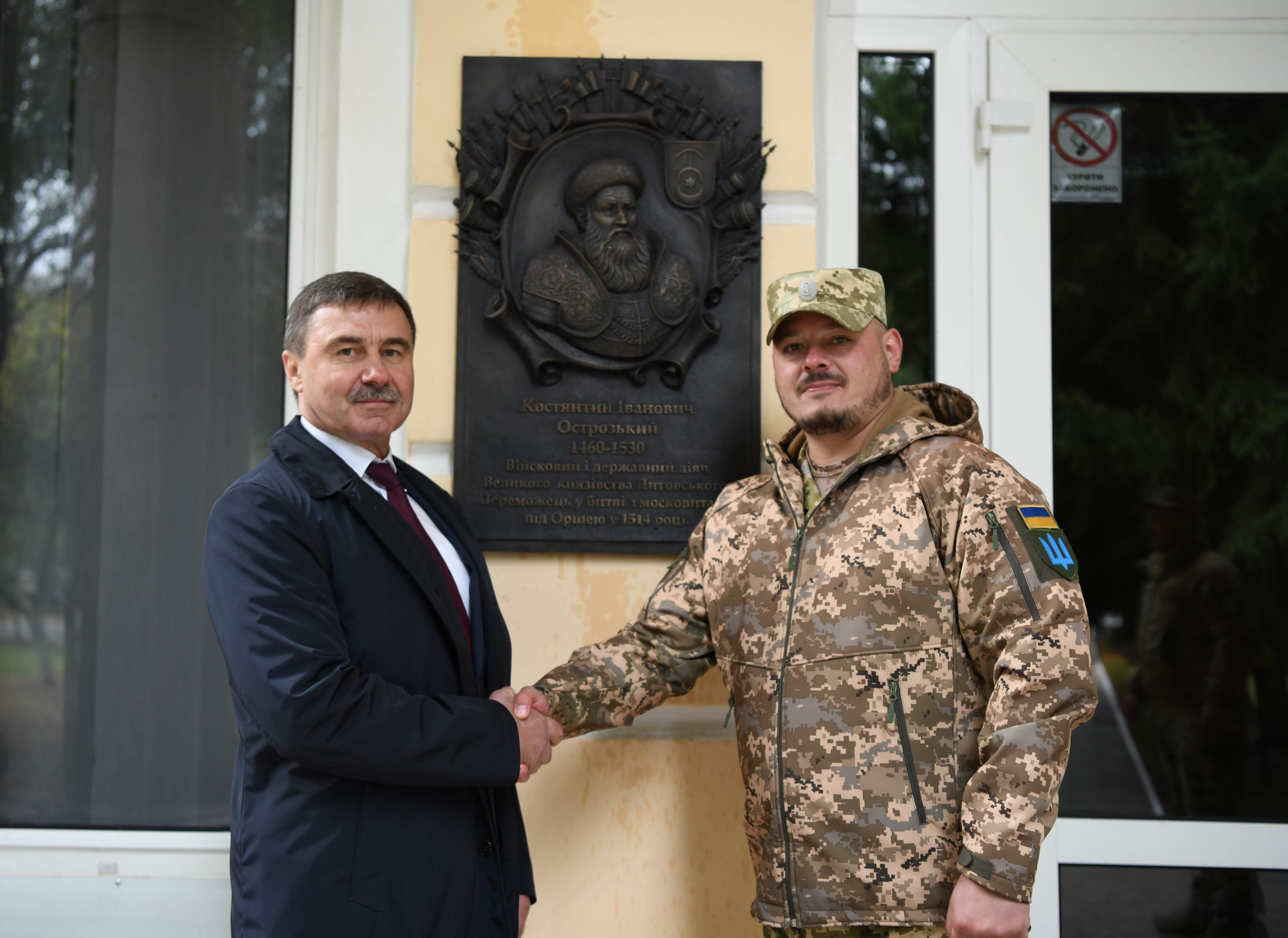
駐屯地のオストログスキ記念碑

### ロシアのウクライナ侵攻

#### 東部・バフムート戦線
2021年11月からドンバス戦争で最前線の東部ドネツィク州バフムート地区に配備されていたため、2022年2月24日のロシアのウクライナ侵攻はそのまま開戦し、バフムート南のスビトロダルスク方面を防御した。5月にバフムート北のシヴェルシク方面でドネツ川渡河作戦中のロシア第74独立親衛自動車化狙撃旅団の1個大隊戦術群（BTG）を全滅させた。
2022年5月6日、ウォロディミル・ゼレンスキー大統領より、勇気と勇敢さに対する栄誉賞を授与された。

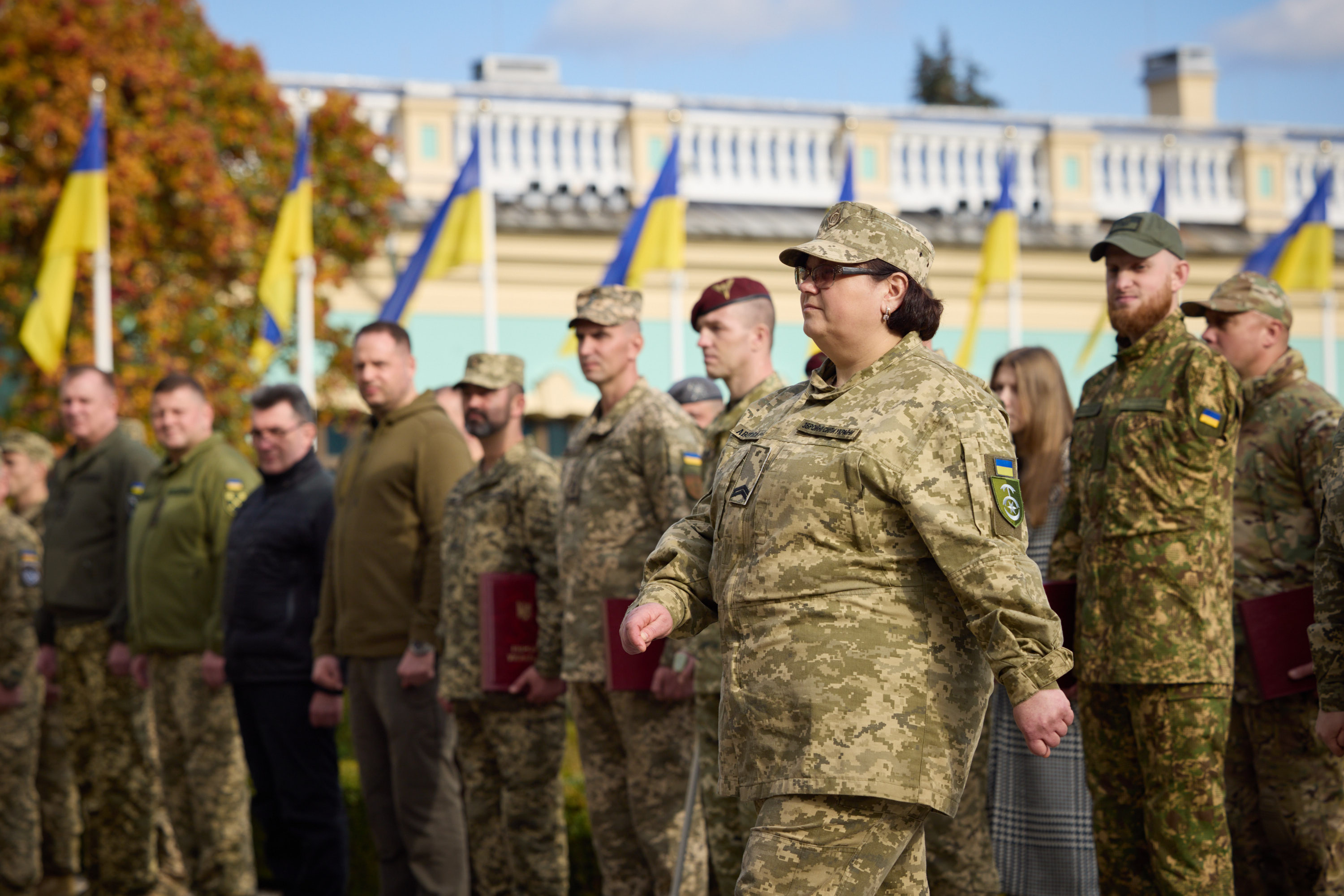
勲章授与式の様子
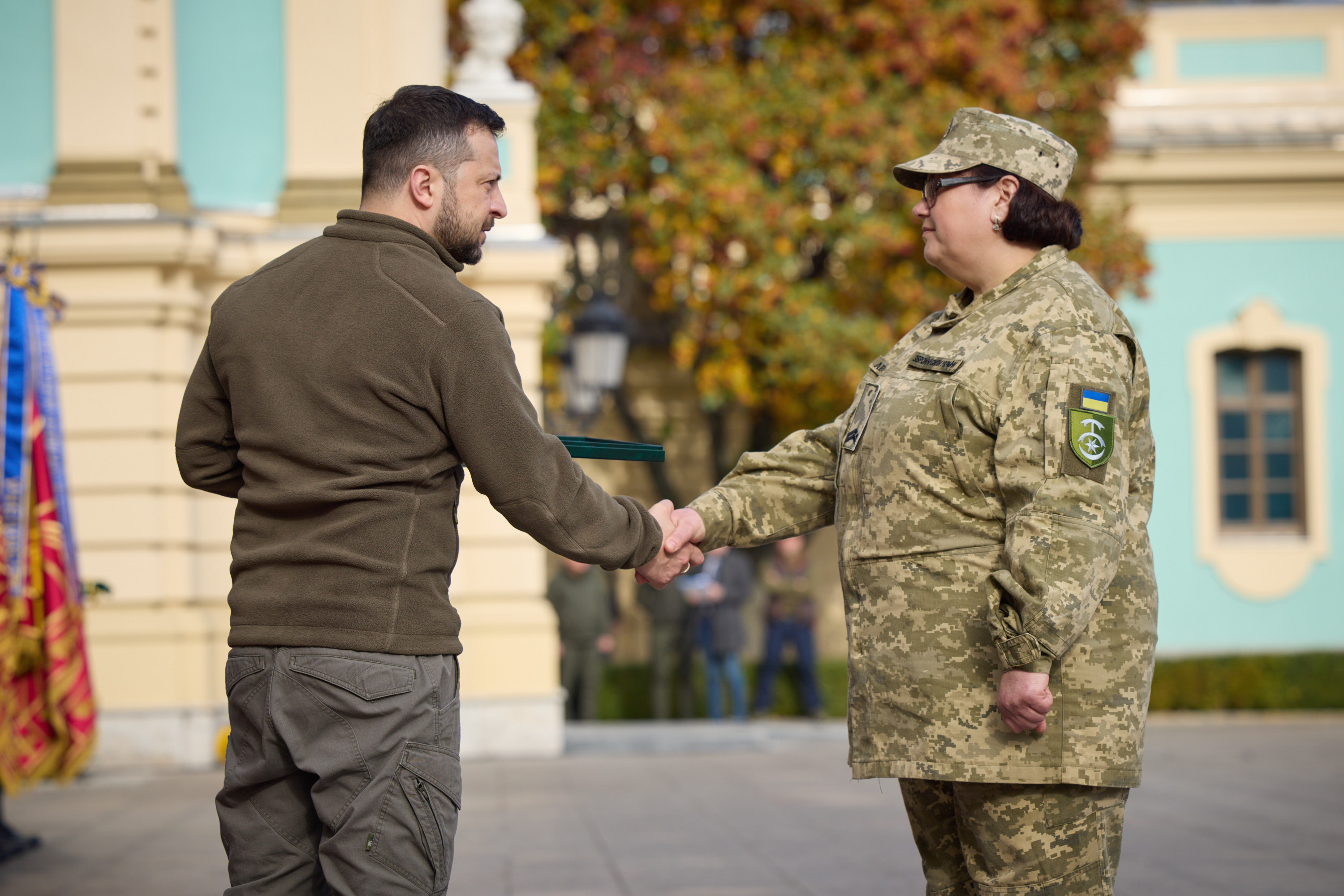
勲章授与式の様子

#### 北東部・イジューム戦線
2022年8月、北東部ハルキウ州イジューム地区に再配置され、イジューム方面を防御した。

#### 東部・バフムート戦線
2022年10月、激戦地の東部ドネツィク州バフムート地区に再配置され、バフムート北に展開した。
2023年3月、ロシア軍がウクライナ兵捕虜を処刑する動画が公開され、無抵抗の捕虜を処刑したということでロシア軍の国際人道法違反の可能性が指摘された。部隊は処刑されたのはバフムートで行方不明となっていた団員のティモフィ・シャドゥラではないかと表明したが、後に第119独立領土防衛旅団のオレクサンドル・マツィエウスキーだと判明したため、部隊とは特に関係はなかった。

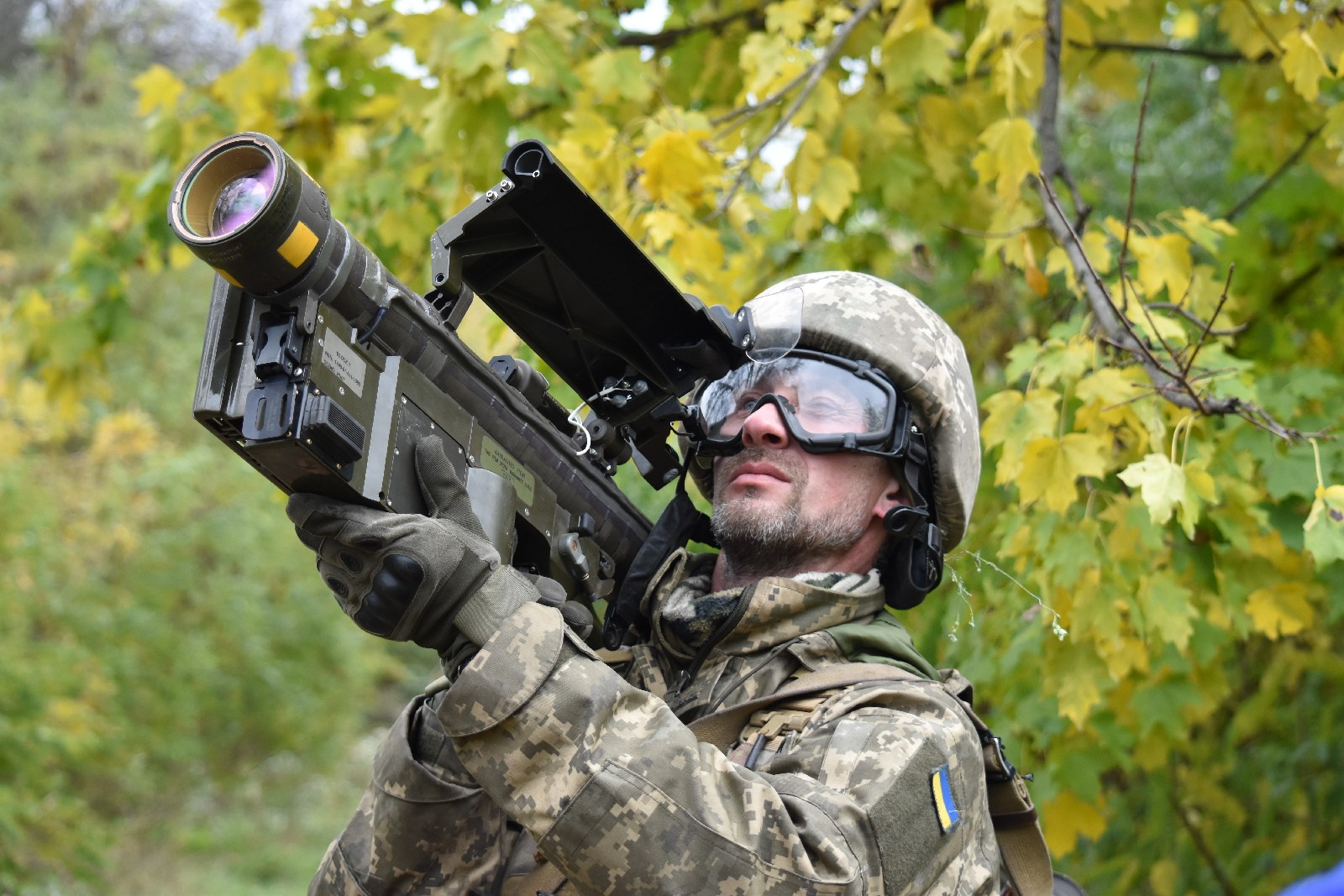
バフムートに展開中の様子
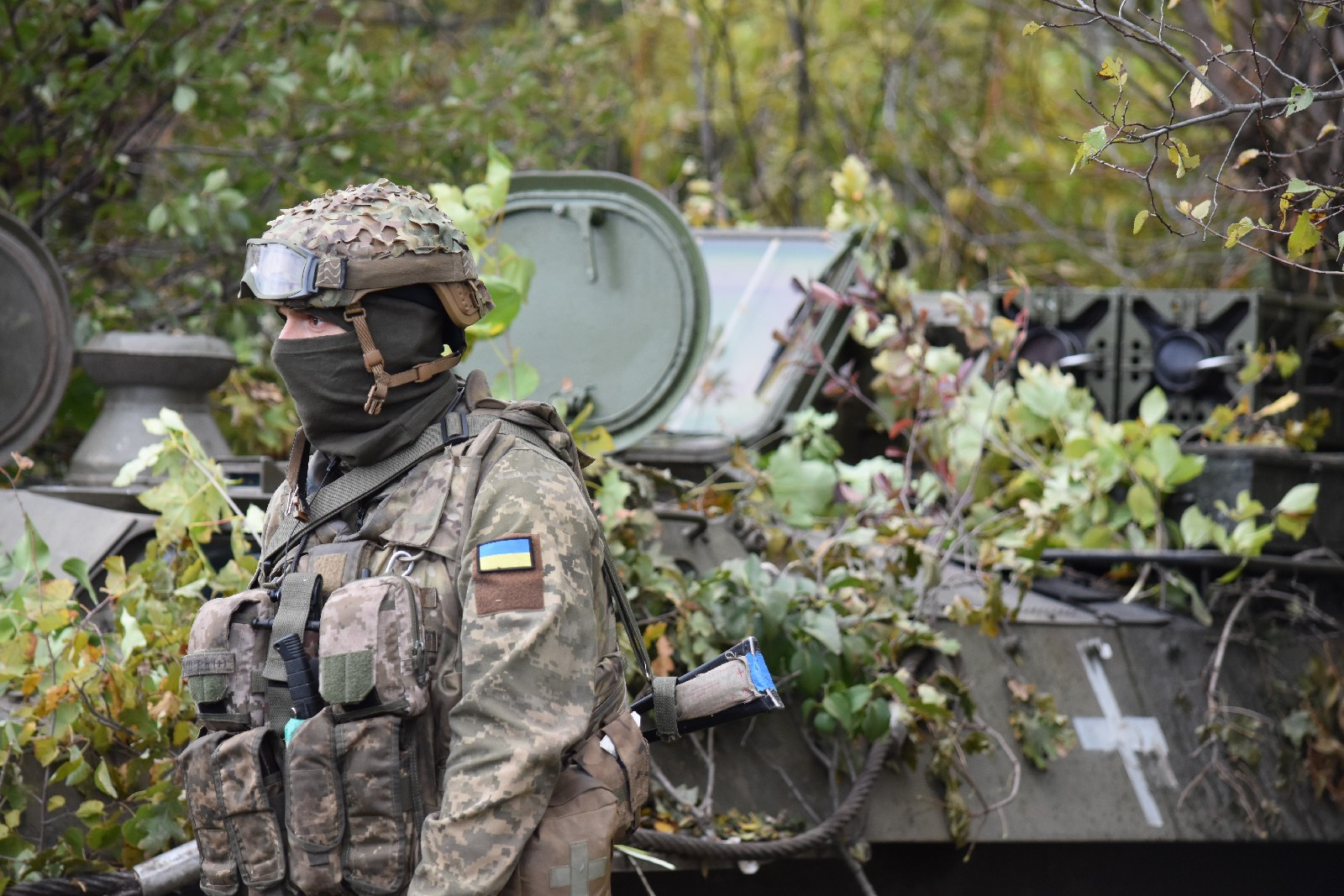
バフムートに展開中の様子
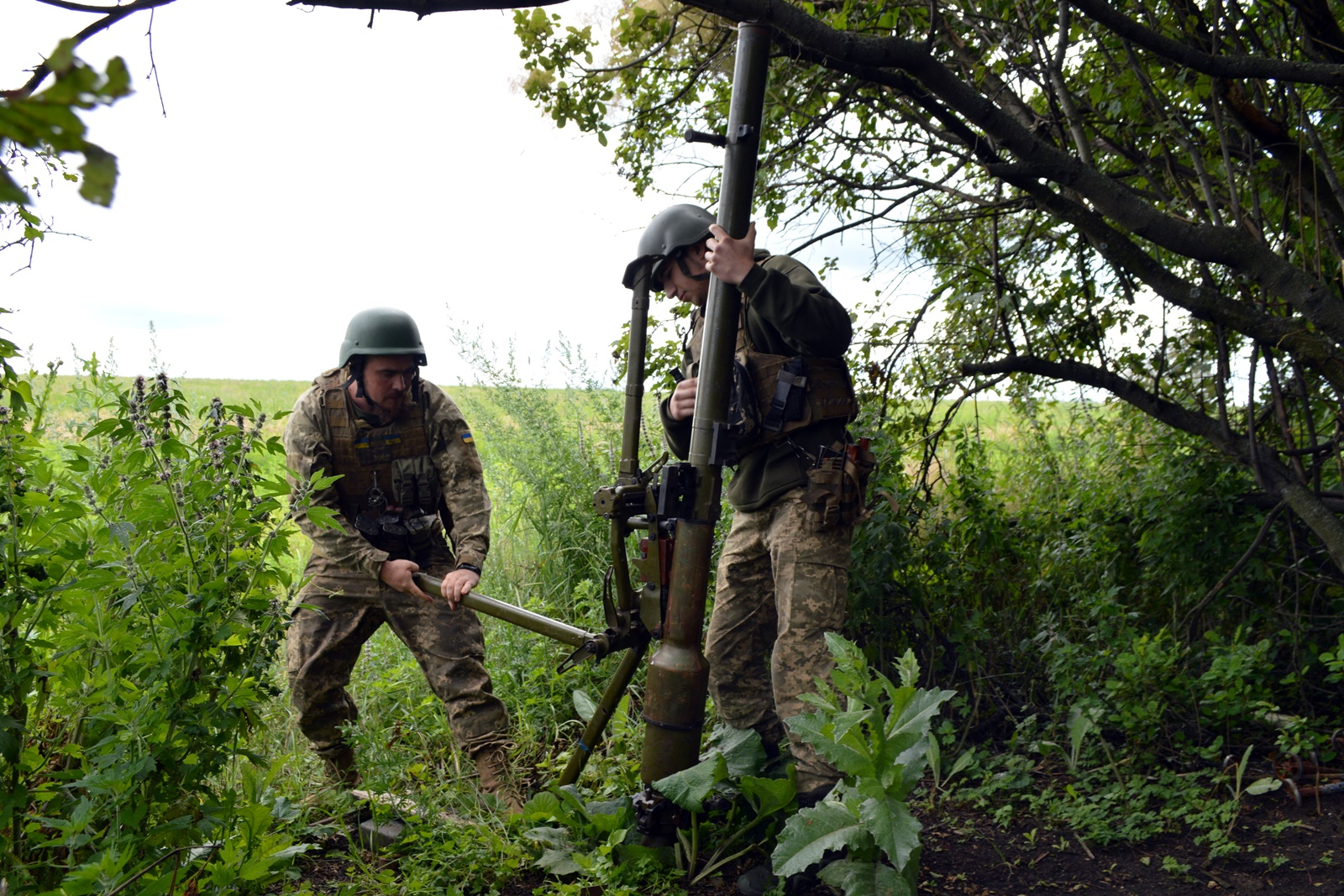
バフムートに展開中の様子

#### 北東部・クプヤンシク戦線
2023年9月、第2機械化大隊が北東部ハルキウ州クプヤンシク地区に再配置され、12月に第14独立機械化旅団と合同で第6諸兵科連合軍の攻勢をシンキウカのキルゾーンで2週間で7回撃退した。

## 編制
- 旅団司令部（ズヴィアヘル）
- 第1機械化大隊
- 第2機械化大隊
- 第3機械化大隊
- 戦車大隊
- 第2自動車化歩兵大隊
- 第1小銃大隊
- 第2小銃大隊
- 旅団砲兵群
  - 本部中隊
  - 第1自走砲大隊
  - 第2自走砲大隊
  - ロケット砲大隊
  - 対戦車砲大隊
- 防空大隊

- 工兵大隊
- 整備大隊
- 兵站大隊
- 偵察中隊
- 電子戦中隊
- 通信中隊
- レーダー中隊
- NBC防護中隊
- 衛生中隊
- 無人システム大隊 イービル・ペレグリンズ

## 2017年編制
- 旅団司令部（ノヴォフラード＝ヴォリンスキー）
- 第1機械化大隊
- 第2機械化大隊
- 第3機械化大隊
- 戦車大隊
- 第2独立自動車化歩兵大隊（リウネ）
- 旅団砲兵群
  - 本部中隊
  - 第1自走砲大隊
  - 第2自走砲大隊
  - ロケット砲大隊
  - 対戦車砲大隊
- 防空大隊

- 工兵大隊
- 整備大隊
- 兵站大隊
- 偵察中隊
- 狙撃中隊
- 電子戦中隊
- 通信中隊
- レーダー中隊
- NBC防護中隊
- 衛生中隊

## 第30親衛戦車師団編制
- 師団司令部（ノヴォフラード＝ヴォリンスキー）
- 第276戦車連隊
- 第282親衛戦車連隊
- 第325戦車連隊
- 第319親衛自動車化狙撃連隊
- 第855親衛砲兵連隊
- 第937親衛高射ミサイル連隊
- 第335独立ミサイル大隊

- 第54独立親衛偵察大隊
- 第151独立親衛工兵大隊
- 第214独立親衛通信大隊
- 第108独立整備大隊
- 第1043独立補給大隊
- 第112独立衛生大隊
- 第197独立化学防護中隊

## ギャラリー

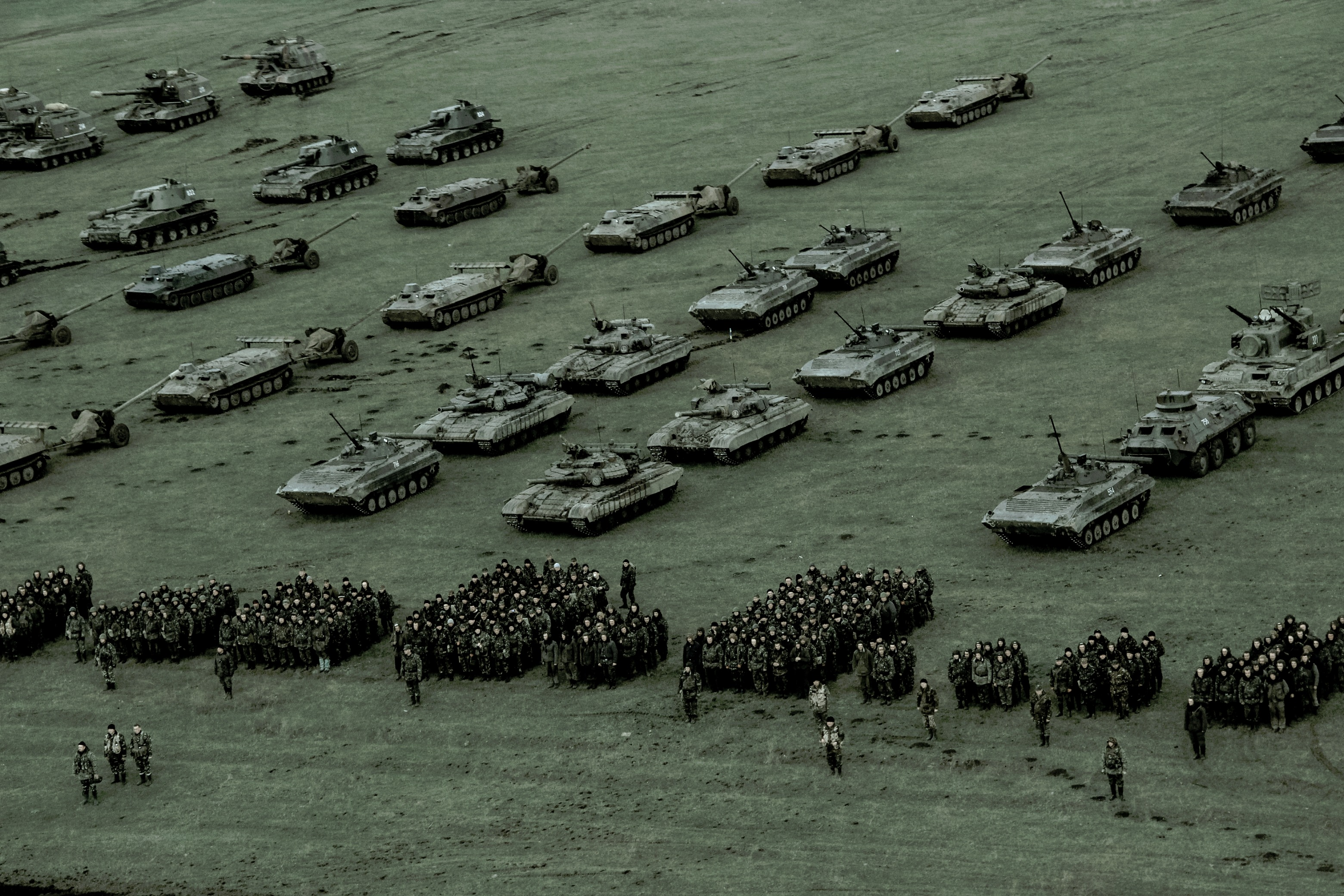
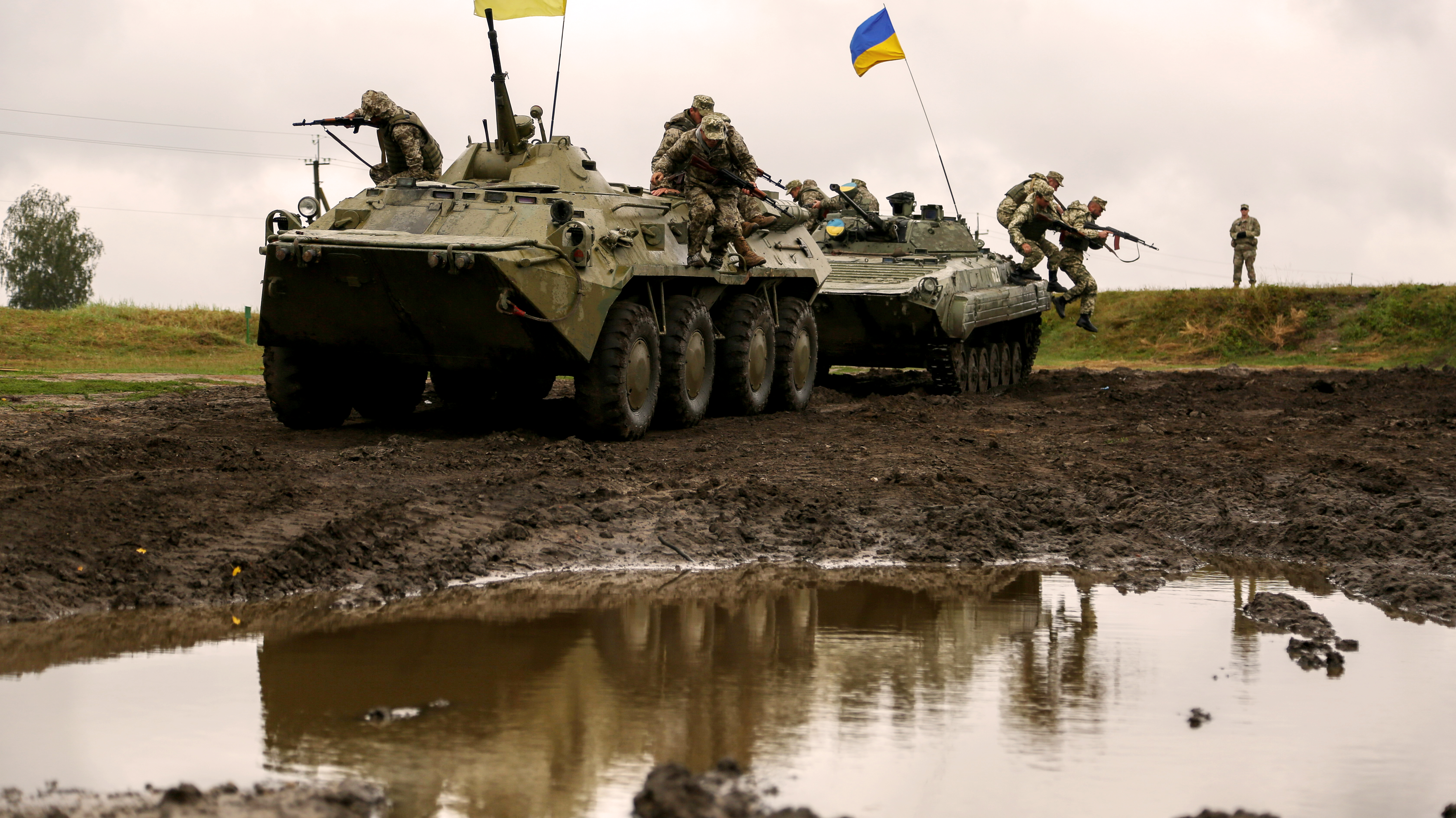
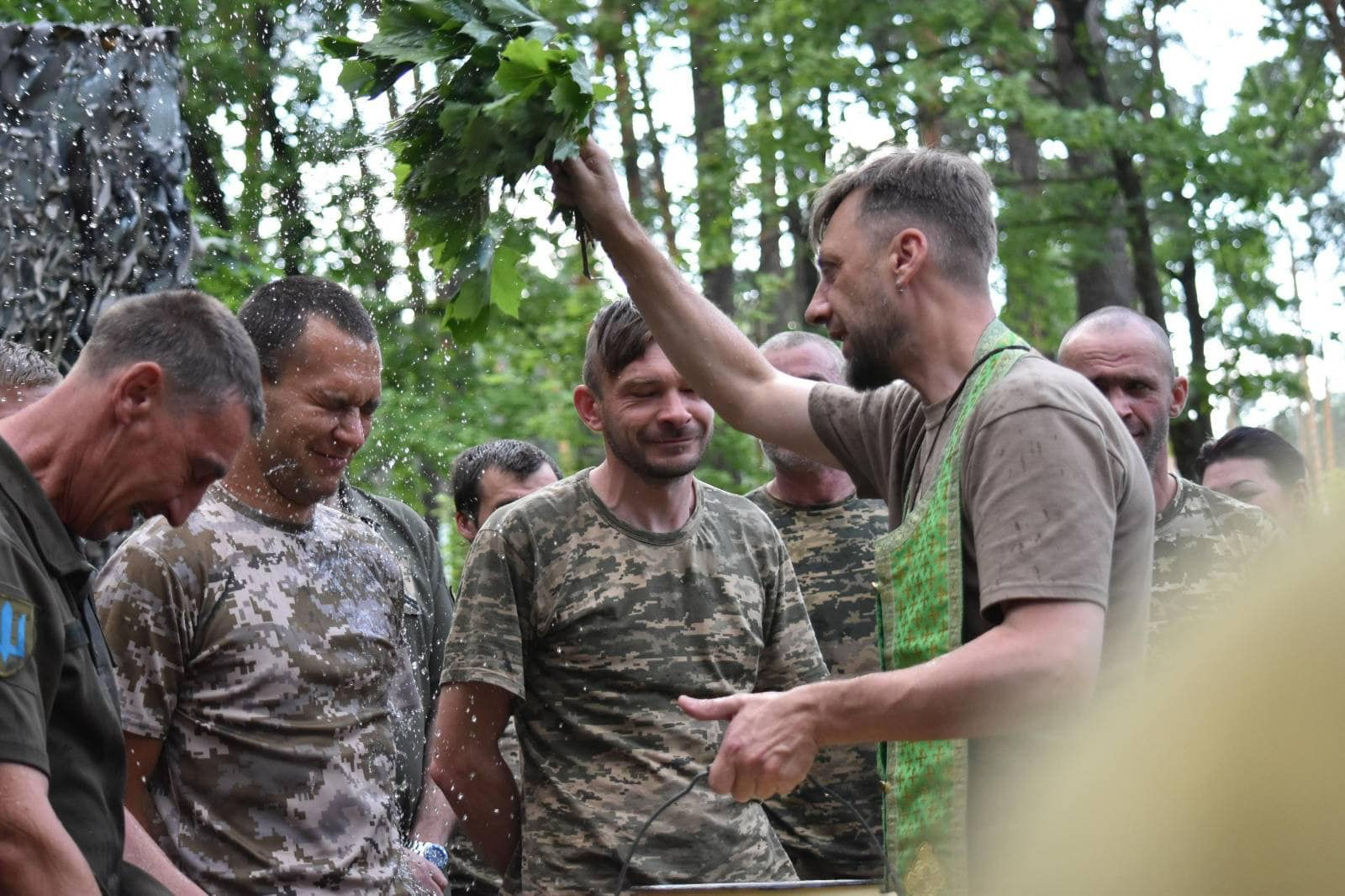
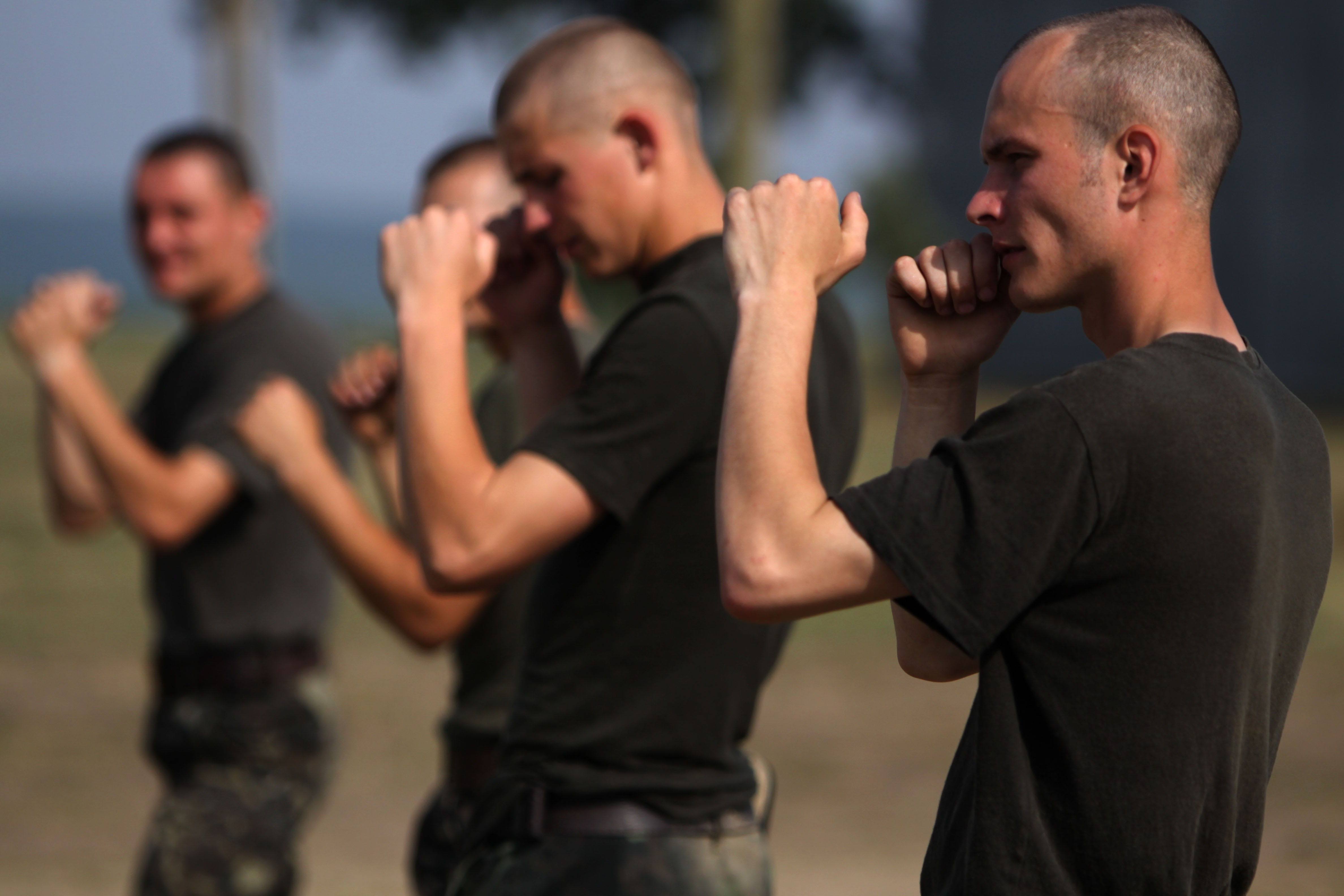

## 第83騎兵師団編制
- 師団司令部
- 第215騎兵連隊
- 第226騎兵連隊
- 第231騎兵連隊

## 出身者
- オレクサンドル・パヴリュク
- ミハイロ・コヴァル